# Opružni čekić
Opružni čekić se primjenjuje za kovanje manjih predmeta u serijskoj proizvodnji ili remontnim radionicama. Sastoji se od sloja lisnatih opruga, učvršćenih svojim središnjim dijelom za postolje stroja. Jedan kraj opruge spojen je za bat, a drugi za ekscentar polugu koju pokreće elektromotor (ili neki drugi pogon). 
Pri okretanju poluge naviše, opruga se pod opterećenjem savija, dok se bat podiže. Kada se opruga nalazi u svom najvišem položaju, bat se zbog tromosti (inercije) podiže, savijajući pri tom oprugu. Pri spuštanju se pod djelovanjem opruge, koja teži da se naglo rastereti, brzina padanja bata povećava.

## Zračni čekić
Zračni čekić se primjenjuje za kovanje većih predmeta i pri većim stupnjevima deformacije. Na bat, osim sile gravitacije, djeluje i tlak stlačenog zraka.

## Bat ili malj
Bat ili malj je mehanički čekić za strojno kovanje, za koji se ne koristi ljudska (ručna) snaga, već snaga strojeva, koja ga podiže na neku visinu, da bi slobodnim padom (gravitacija) udario u radni komad ili otkovak. Batovi su najjeftiniji obradni strojevi za oblikovanje metala. U materijal unose zagarantirani iznos energije koji, zavisno o brzini alata tijekom oblikovanja, daje veći ili manji iznos sile. Brzine u trenutku sraza su visoke i kreću se u rasponu od 3 do 8 m/s. Konstrukcija batova treba biti u stanju podnijeti velika i po načinu djelovanja neugodna, udarna opterećenja. Zato su njihove konstrukcijske izvedbe vrlo robusne i specifične, u odnosu na klasičnu strojogradnju. Ipak, uglavnom se radi o jednostavnoj konstrukciji kod koje se sile oblikovanja ne prenose niti na pogon, a niti na tijelo obradnog stroja, kao što je to slučaj u hidrauličnih ili mehaničkih preša. Poradi navedenog batovi ne mogu biti preopterećeni. Povrh svega dotični strojevi su vrlo prilagodljivi; ako se pokaže potreba za većom energijom oblikovanja, uvijek je moguće osigurati dodatni udarac.
Na području kovanja u automobilskoj industriji, batovi zauzimaju središnje mjesto, unatoč sve većoj primjeni hidrauličnih preša. Udarno djelovanje batova je osobito povoljno za oblikovanje jeftinijih limova, koje zbog njihove anizotropnosti, na prešama ponekad nije moguće oblikovati. Područje primjene batova je prvenstveno kovanje u toplom stanju i to u otvorenim i zatvorenim ukovnjima. U posebnim slučajevima moguće ih je koristiti i za izradu kovanica - u novčarstu, za toplu ekstruziju - čahure i za oblikovanje lima.
Bat je uglavnom stroj za kovanje otkivaka u pojedinačnoj i serijskoj proizvodnji većih kovanih predmeta. Njegovi glavni dijelovi odgovaraju čekiću i nakovnju pri ručnom kovanju: malj se diže i spušta i pritom udara po predmetu obrade. Kao pogonska energija služe vodena para, električna struja ili stlačeni zrak. Prema načinu rada bat može biti jednoradni (kada se energijom samo podiže malj, koji zatim slobodno pada) ili dvoradni (kada se djelovanjem energije pojačava udarac malja).